# Comité

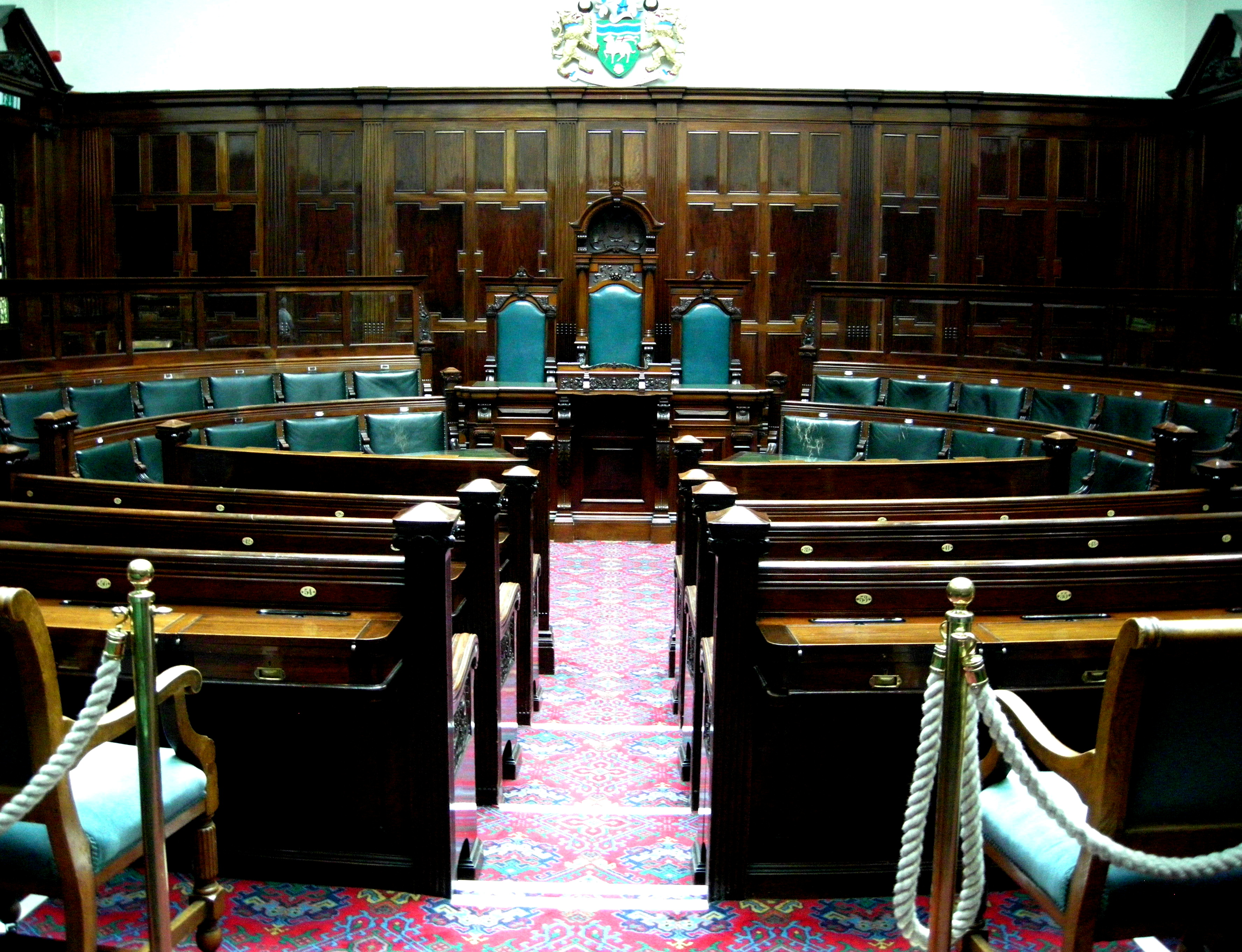
Sala de Comisiones, designada en 1901, en el Ayuntamiento de Halifax

Un comité o comisión es un órgano directivo de un partido político o de una de sus secciones, órgano representativo de los trabajadores de una compañía o centro de trabajo para la defensa de sus intereses.
Las organizaciones por Comité consisten en asignar los diversos asuntos de la administración a un cuerpo de personas que se reúnen y responsabilizan para discutir y tomar decisiones en común sobre problemas que se les encomienden.
Los comités se clasifican en:
- Directivo: Representa a los accionistas de una empresa, su trabajo es deliberar y resolver los asuntos que surgen en la organización.
- Ejecutivo: Lo nombra el comité directivo para que dirija los acuerdos que ellos toman en la organización.
- De vigilancia: Lo presenta personal de confianza cuya función es inspeccionar las labores de los empleados de la empresa.
- Consultivo: Está compuesto por especialistas, que emiten dictámenes sobre problemas que les son consultados.